# قاب عکس

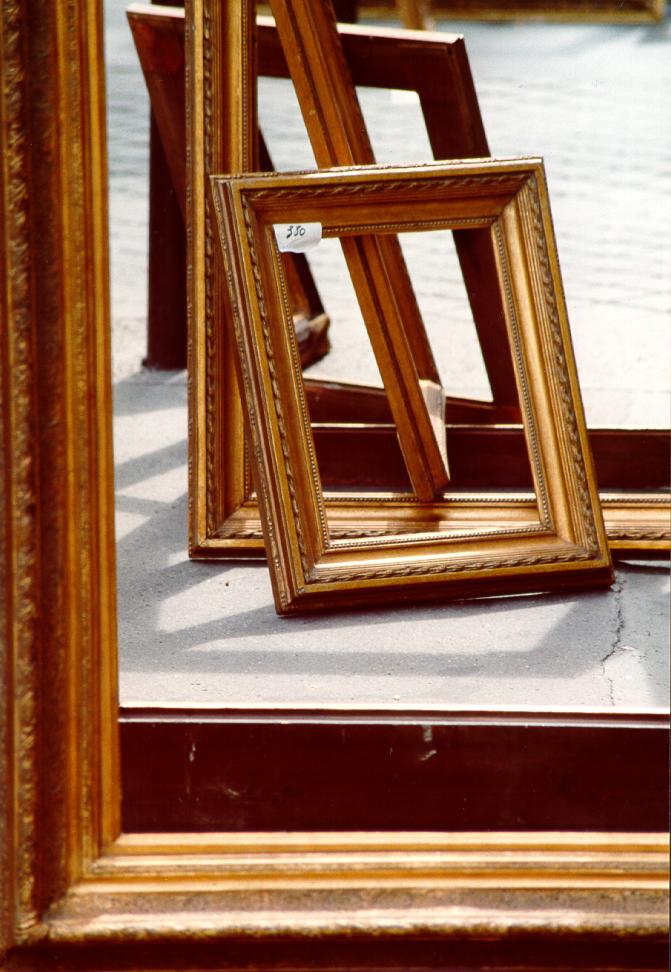
قاب عکس‌های چوبی

قاب عکس  یک سجاف زینتی برای یک نگاره، نظیر نقاشی یا عکس است، که به‌منظور ارتقا، نمایش ساده‌تر، یا حفاظت از آن تهیه می‌شود.

## نگارخانه

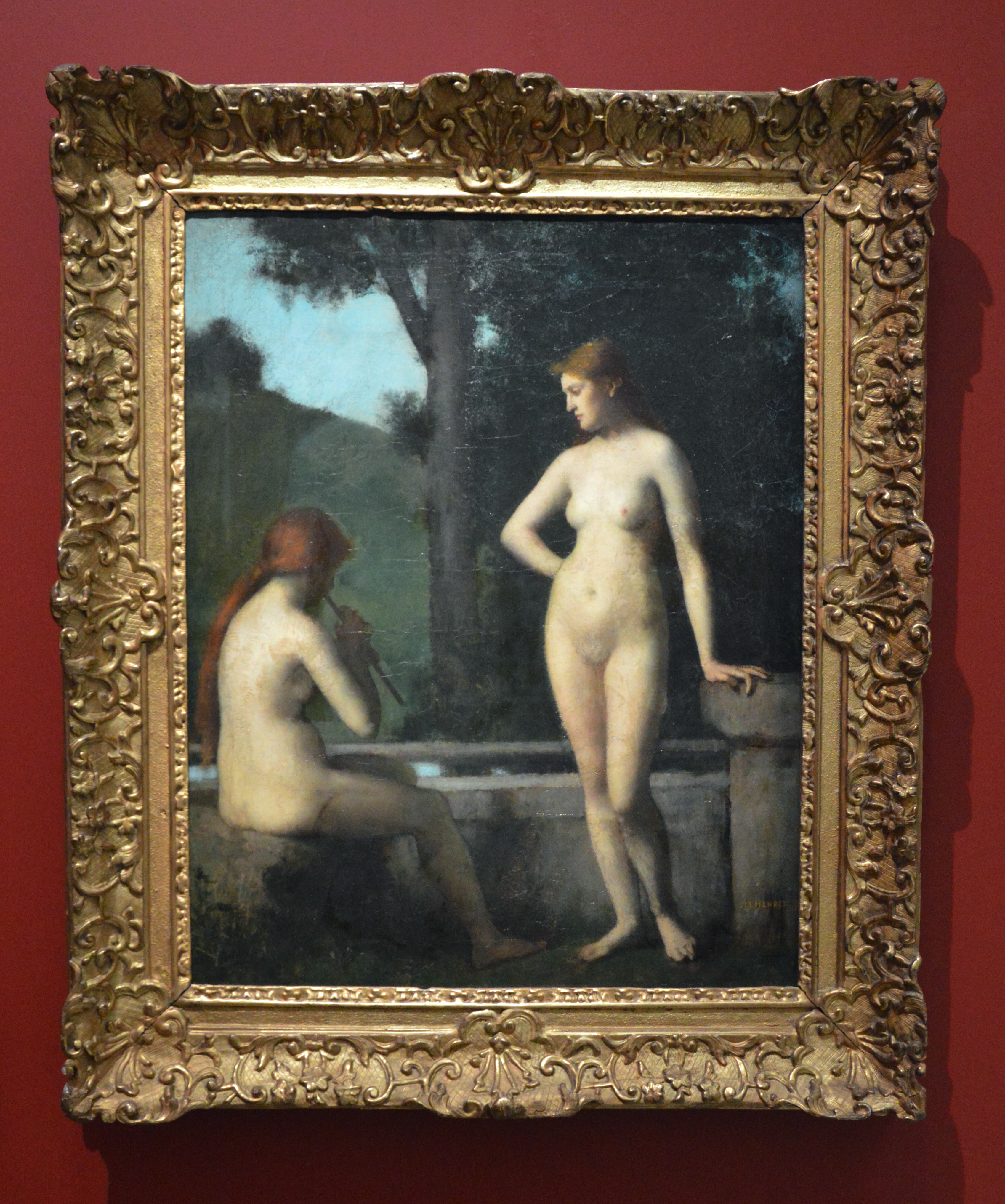
اثری از Jean-Jacques Henner در موزه اورسی
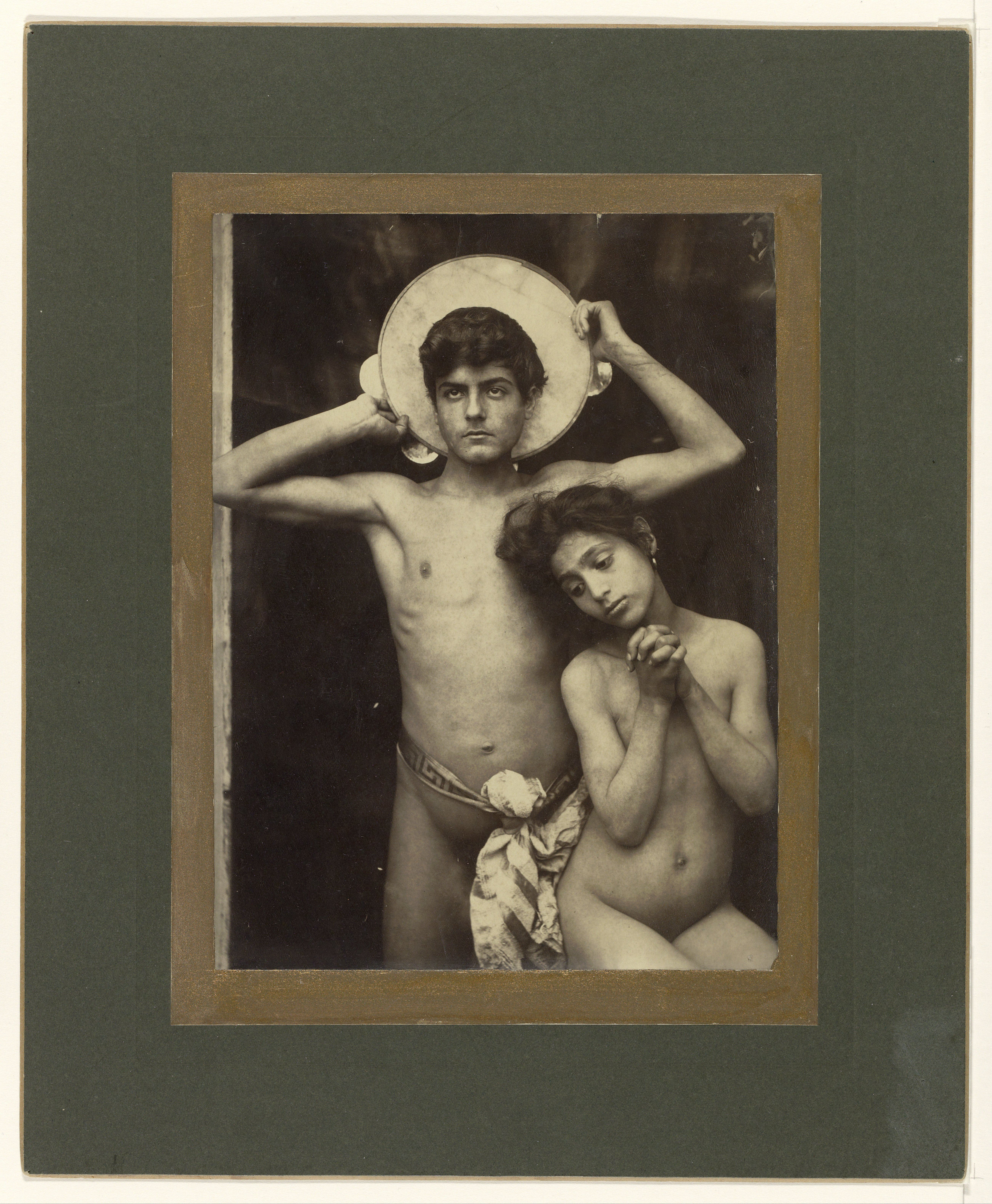